# ساشو اشتالکار
ساشو اشتالکار (انگلیسی: Sašo Štalekar؛ زادهٔ ۳ مهٔ ۱۹۹۶) بازیکن والیبال اهل اسلوونی است.
از باشگاه‌هایی که در آن بازی کرده‌است می‌توان به باشگاه والیبال پاناتینایکوس اشاره کرد.